# Symmerus latus
Symmerus latus är en tvåvingeart som beskrevs av Ostroverkhova 1979. Symmerus latus ingår i släktet Symmerus och familjen hårvingsmyggor. Inga underarter finns listade i Catalogue of Life.